# Minna Schröder
Minna Schröder, geborene Beyer (* 22. Februar 1878 in Schwerin; † 9. April 1965 in Hamburg) war eine Politikerin der SPD und Mitglied der Hamburgischen Bürgerschaft während der Weimarer Republik.

## Leben und Politik
Minna Schröder besuchte die Volksschule in Schwerin. Nach dem Schulbesuch war sie schnell für die Sozialdemokratie agitatorisch tätig. Sie heiratete 1899 einen Schneider in Schwerin. Sie zogen 1907 nach Hamburg, wo sie sich wieder schnell in die dortige SPD eingliederte und aktiv mitarbeitete. Sie arbeitete unter anderem als Dienstmädchen.
Sie saß für die SPD von 1919 bis 1921 in der Hamburgischen Bürgerschaft. Von 1920 bis 1922 war sie Leiterin des Frauenaktionsausschusses und Mitglied des Landesvorstandes der Hamburger SPD.